# Wybory do Folketingetu w kwietniu 1953 roku
Wybory do Folketingetu w 1953 roku (kwiecień, maj) – ostatnie wspólne wybory dla Danii oraz Wysp Owczych. W Danii zostały przeprowadzone 21 kwietnia 1953 roku, frekwencja wyniosła 80,8%. Na Wyspach Owczych natomiast wybory odbyły się 7 maja 1953 roku, a frekwencja wyniosła 20%.
| Partia                              | % głosów | liczba mandatów |
| ----------------------------------- | -------- | --------------- |
| Socialdemokraterne                  | 40,4%    | 61              |
| Venstre                             | 22,1%    | 33              |
| Konserwatywna Partia Ludowa         | 17,3%    | 26              |
| Det Radikale Venstre                | 8,6%     | 13              |
| Partia Sprawiedliwości              | 5,6%     | 9               |
| Komunistyczna Partia Danii          | 4,8%     | 7               |
| Dansk Samling                       | 0,8%     | -               |
| Partia Schelswigu                   | 0,4%     | -               |
| Farerska Partia Unii                | 0%       | 1               |
| Farerska Partia Socjaldemokratyczna | 0%       | 1               |
| Farerska Partia Niepodległościowa   | 0%       | -               |
| Frekwencja (Dania)                  | 80,8%    | -               |
| Frekwencja (Wyspy Owcze)            | 20%      | -               |